# Tirà crestat de Swainson
El tirà crestat de Swainson (Myiarchus swainsoni) és un ocell de la família dels tirànids (Tyrannidae).

## Hàbitat i distribució
Habita manglars, sabana arbustiva i cerrado de les terres baixes del sud de Veneçuela i l'extrem nord-oest del Brasil, sud-est del Perú, nord, est i sud-est de Bolívia, sud-oest, centre i est del Brasil, oest de Paraguai i nord de l'Argentina, sud-est del Brasil, nord-est de l'Argentina i oest d'Uruguai.